# وحدت کرمانشاهی
طهماسب‌قلی بن رستم کلهر کرمانشاهی (زاده ۱۲۰۴ در کرمانشاه - در گذشته ۱۲۶۲ در تهران) متخلص به وحدت کرمانشاهی، ملقب به افصح‌المتکلمین، عارف و شاعر عصر قاجاریه بود.

## زندگی
طهماسب‌قلی بن رستم کلهر کرمانشاهی در سال ۱۲۰۴ خورشیدی مقارن سلطنت محمدشاه قاجار بدنیا آمد. در حدود ۱۲۳۰ تا ۱۲۳۲ خورشیدی در زمان زمامداری ناصرالدین شاه به تهران آمد و تا آخر عمر در سال ۱۲۶۲ در این شهر ساکن بود.
وی فرزند رستم خان از خوانین ایل کلهر بود. وی علوم زمان خود مانند نحو، صرف، بیان، معانی، منطق و کلام و … را در مسجد حاج شهباز خان کرمانشاه آموخت. اما پس مدتی از شریعت فاصله گرفته و قدم در مسیر عرفان گذاشت. از این زمان نام وحدت را به عنوان نام طریقتی و تخلص خود در شعر برگزید. وی در کرمانشاه از مریدان آقا میرزا حسن از مشایخ سلسلهٔ نعمت‌اللهی بود. با مرگ وی، وحدت سپس سفری زیارتی به عراق (عثمانی سابق) کرد و در آنجا مدتی در مقبرهٔ حسین بن علی به عبادت و سلوک پرداخت. در بازگشت ابتدا به همدان رفت و در آنجا از ملا ولی‌الله مازندرانی دستور سلوک گرفت. سپس به تهران آمد و در مسجد آقامحمود کرمانشاهی در تهران به تحصیل و سپس تدریس پرداخت و سی سال در آنجا ساکن شد.

## شعر
از وحدت کرمانشاهی تنها ۶۰ غزل به جا مانده‌است، اما وی با همین تعداد اندک غزل جایگاه مهمی در شعر فارسی پیدا کرده و افصح‌المتکلمین عصر ناصری و یکی از شاعران مهم آن دوران لقب یافته‌است.

## مرگ
وحدت کرمانشاهی پس از ۳۰ سال سکونت در تهران در سال  ۱۲۶۲ خورشیدی در تهران درگذشت و در گورستان ابن‌بابویه به خاک سپرده‌شد.

## چاپ اشعار
از دیوان وحدت کرمانشاهی چاپ‌های متعدد و تصحیح‌های گوناگونی در دست است:
- ج‍ام س‍خ‍ن: ش‍ام‍ل ۱. دی‍وان غ‍ب‍ار ه‍م‍دان‍ی ۲. دی‍وان وح‍دت ک‍رم‍ان‍ش‍اه‍ی رب‍اع‍ی‍ات س‍رم‍د، ب‍ه س‍ع‍ی و اه‍ت‍م‍ام م‍ح‍م‍ود ت‍وح‍ی‍دی ام‍ی‍ن، ت‍ه‍ران: مؤلف، ۱۳۸۴.
- خ‍اک‌ن‍ش‍ی‍ن‍ان ع‍ش‍ق: ش‍ام‍ل دی‍وان وح‍دت ک‍رم‍ان‍ش‍اه‍ی: ب‍ه‌ان‍ض‍م‍ام آث‍اری از چ‍ه‍ل ش‍اع‍ر م‍ت‍وف‍ی ک‍رم‍ان‍ش‍اه، ب‍ا م‍ق‍دم‍هٔ غلامرضا کیوان سمیعی‎، ب‍ه‌ک‍وش‍ش ف‍رش‍ی‍د ی‍وس‍ف‍ی، ق‍م: ن‍م‍ای‍ش‍گ‍اه و ن‍ش‍ر ک‍ت‍اب، ۱۳۶۴.
- دی‍وان ع‍ارف ص‍م‍دان‍ی وح‍دت ک‍رم‍ان‍ش‍اه‍ی و ری‍اض‍ی س‍م‍رق‍ن‍دی، ب‍ه‌س‍ع‍ی و اه‍ت‍م‍ام م‍ی‍رطاه‍ر، کرمانشاه: ت‍ک‍ی‍ه درویشان خ‍اک‍س‍ار جلالی، ۱۳۶۴.
- دی‍وان وح‍دت ک‍رم‍ان‍ش‍اه‍ی، ب‍ه ک‍وش‍ش مهدی سجادی ، ت‍ه‍ران: م‍ن‍وچ‍ه‍ری، ۱۳۷۲.
- س‍خ‍ن ع‍ش‍ق، زب‍ان دل: ت‍ض‍م‍ی‍ن دی‍وان وح‍دت ک‍رم‍ان‍ش‍اه‍ی طه‍م‍اس‍ب‍ق‍ل‍ی‌خ‍ان، اث‍ر طب‍ع ام‍ی‍ر م‍ظاه‍ری، ت‍ه‍ران: خ‍ان‍ق‍اه م‍ش‍ت‍اق، ۱۳۷۲.
- دی‍وان طه‍م‍اس‍ب ق‍ل‍ی‌خ‍ان وح‍دت ک‍رم‍ان‍ش‍اه‍ی، ب‍ا م‍ق‍دم‍ه و اه‍ت‍م‍ام محمدعلی سلطانی، ت‍ه‍ران: س‍ه‍ا، ۱۳۷۷.
- دی‍وان ح‍ق‍ای‍ق ن‍ب‍ی‍ان، طه‍م‍اس‍ب‍ق‍ل‍ی‍خ‍ان ک‍رم‍ان‍ش‍اه‍ی م‍ت‍خ‍ل‍ص ب‍ه وح‍دت، ب‍ی‌ج‍ا، بی‌نا، بی‌تا.

همچنین دیوان وحدت کرمانشاهی در چاپ‌های متعددی در کنار دیوان عمان سامانی و با عنوان «گنجینه اسرار» به چاپ رسیده‌است:
- دی‍وان ع‍م‍ان‌س‍ام‍ان‍ی: گ‍ن‍ج‍ی‍ن‍ه‌ای اس‍رار، وح‍دت‌ک‍رم‍ان‍ش‍اه‍ی، س‍ف‍ی‍ن‍هٔ آص‍ف‍ی، به کوشش مهدی آصفی و جواد هاشمی (تربت)، ت‍ه‍ران: ج‍م‍ه‍وری، ۱۳۸۵.

## نمونه شعر
| از یک خروش یارب شب زنده دارها    |  | حاجت‌روا شوند هزاران هزارها        |
| یک آه سرد سوخته‌جانی سحر زند      |  | در خرمن وجود جهانی شرارها         |
| آری دعای نیمه‌شب دل‌شکستگان        |  | باشد کلید قفل مهمات کارها         |
| مینای می ز بند غمت می‌دهد نجات    |  | هان ای حکیم! گفتمت این نکته بارها |
| آب‌وهوای میکده از بس که سالمست    |  | بنشسته پای هر خم آن میگسارها      |
| طاق و رواق میکده هرگز تهی مباد   |  | از های‌وهوی عربدهٔ باده‌خوارها       |
| پیغام دوست می‌رسدم هر زمان به گوش |  | از نغمه‌های زیر و بم چنگ و تارها   |
| ساقی به یک کرشمهٔ مستانه در ازل   |  | بربود عقل و دین و دل هوشیارها     |
| وحدت به تیر غمزه و شمشیر ناز شد  |  | بی‌جرم، کشته بر سر کوی نگارها      |